# ملين

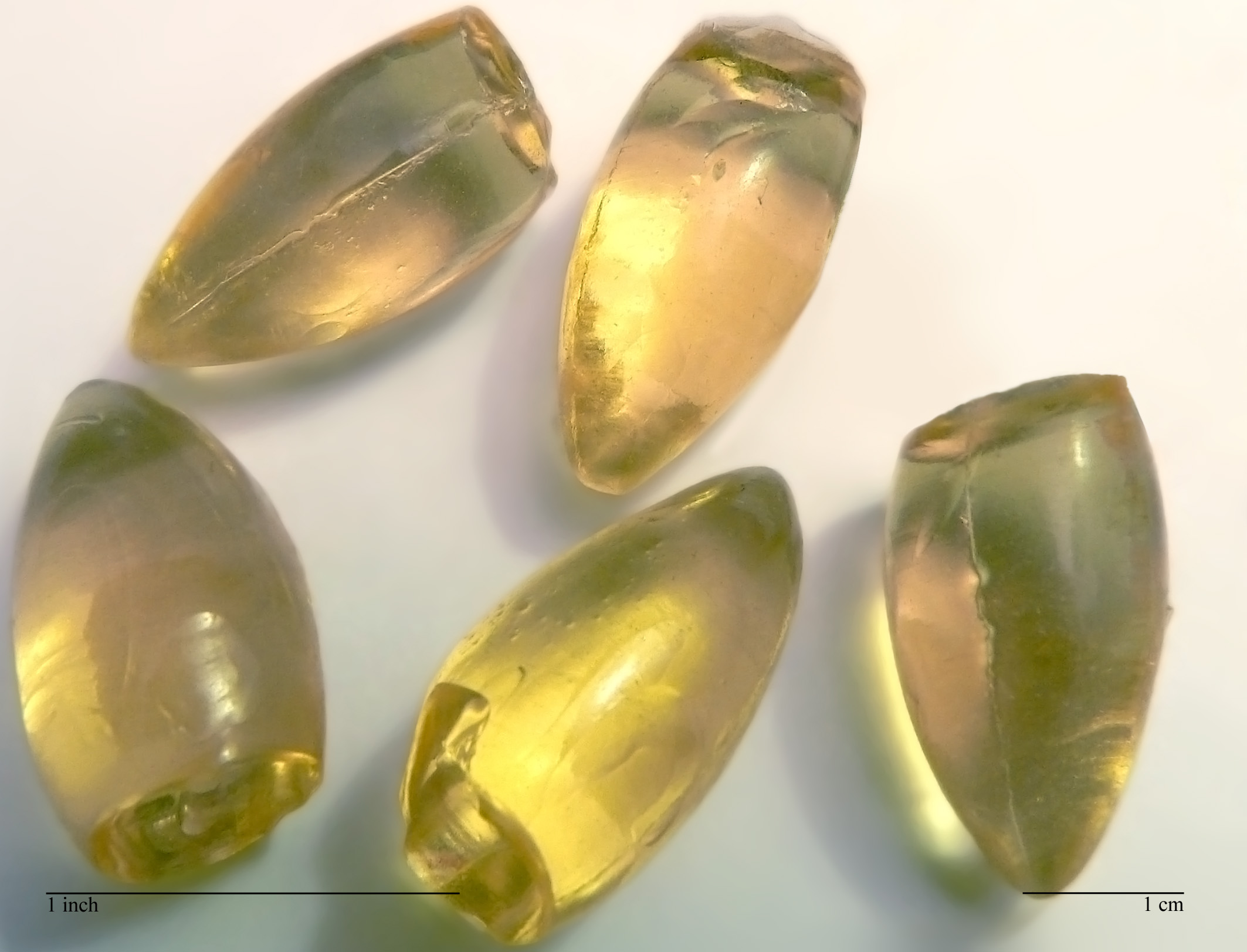

الملينات أغذية أو مركّبات أو أدوية تؤخذ لغرض تليين البراز من خلال تسهيل حركته في القولون وذلك غالبا لمعالجة حالات الإمساك. كما تستخدم أنواع من الملينات المنشطة أو المشحمة أو المالحة لتفريغ القولون عند إجراء فحوص المستقيم أو الأمعاء، وقد يعزز باستخدام حقنة شرجية في ظروف محددة.
وقد تسبب الجرعات العالية من الملين الإسهال.

## أنواع الملينات
هذا النوع من الأدوية يقوم بوضيفة تسريع إخراج الغذاء من الجهاز الهضمي. هناك نوعان من الملينات:
- الملينات الصلبة Bulk laxatives: هذا النوع غير قابلة للهضم في الجهاز الهضمي بل تبقى على حالها مكونة ما يشبة الجيلاتين في القولون وبذلك تحفز حركة الامعاء مما تعمل عمل المسهلات. من الامثلة عليها ميثيل السيليلوز.
- الملينات الاوسمولارية Osmotic laxatives: تعتمد هذه الادوية في عملها على التأثير الخاصية الاسموزية للماء في القولون. وكما هو معروف فالقولون كجزء من الامعاء الغليضة في الجهاز الهضمي لا تقوم بأمتصاص الماءالمتبقي في الغذاء. هذ النوع من الادوية قابل للذوبان ولكن لا يتم امتصاصها إلى الجسم مما يؤدي إلى ارجاع الماء إلى تجويف القولون وعمل عمل المسهلات. من الامثلة عليها MgS04 ،MgOH اللاكتيولوز.